# فیلیکس فنئون
فیلیکس فنئون (به فرانسوی: Félix Fénéon؛ ۲۲ ژوئن ۱۸۶۱ – ۲۹ فوریه ۱۹۴۴) منتقد هنری، نویسنده، مدیر نگارخانه و آنارشیست فرانسوی در اواخر سده نوزدهم و اوایل سده بیستم میلادی بود. وی در سال ۱۸۸۶ اصطلاح «نئوامپرسیونیسم» را برای توصیف گروهی از هنرمندان به رهبری ژرژ سورا ابداع کرد و از حامیان پرشور آنان به شمار می‌رفت.
جایزهٔ فنئون در سال ۱۹۴۹ به همت همسرش فنی گو‌بو از محل فروش مجموعهٔ آثار هنری‌اش بنیاد نهاده شد.

## زندگی نخستین
فنئون در سال ۱۸۶۱ در تورین ایتالیا از مادری سوئیسی به نام ماری-لویی ژکَن (معلم مدرسه) و پدری فرانسوی به نام پیر ماری ژول فنئون (فروشنده) زاده شد. او در بورگونی پرورش یافت.
پس از کسب رتبهٔ نخست در آزمون‌های استخدامی دولتی، در ۲۰ سالگی به پاریس رفت و در وزارت جنگ به عنوان منشی ارشد مشغول به کار شد. در همین دوران، آثار ادبی همچون نوشته‌های آرتور رمبو و کنت دو لوتریامون را ویرایش کرد و از پیشگامان معرفی  پوینتیلسیم به رهبری سورا بود. او از حاضران ثابت در محافل سه‌شنبه‌شب‌های استفان مالارمه و نیز فعال در محافل آنارشیستی بود.

## فعالیت سیاسی

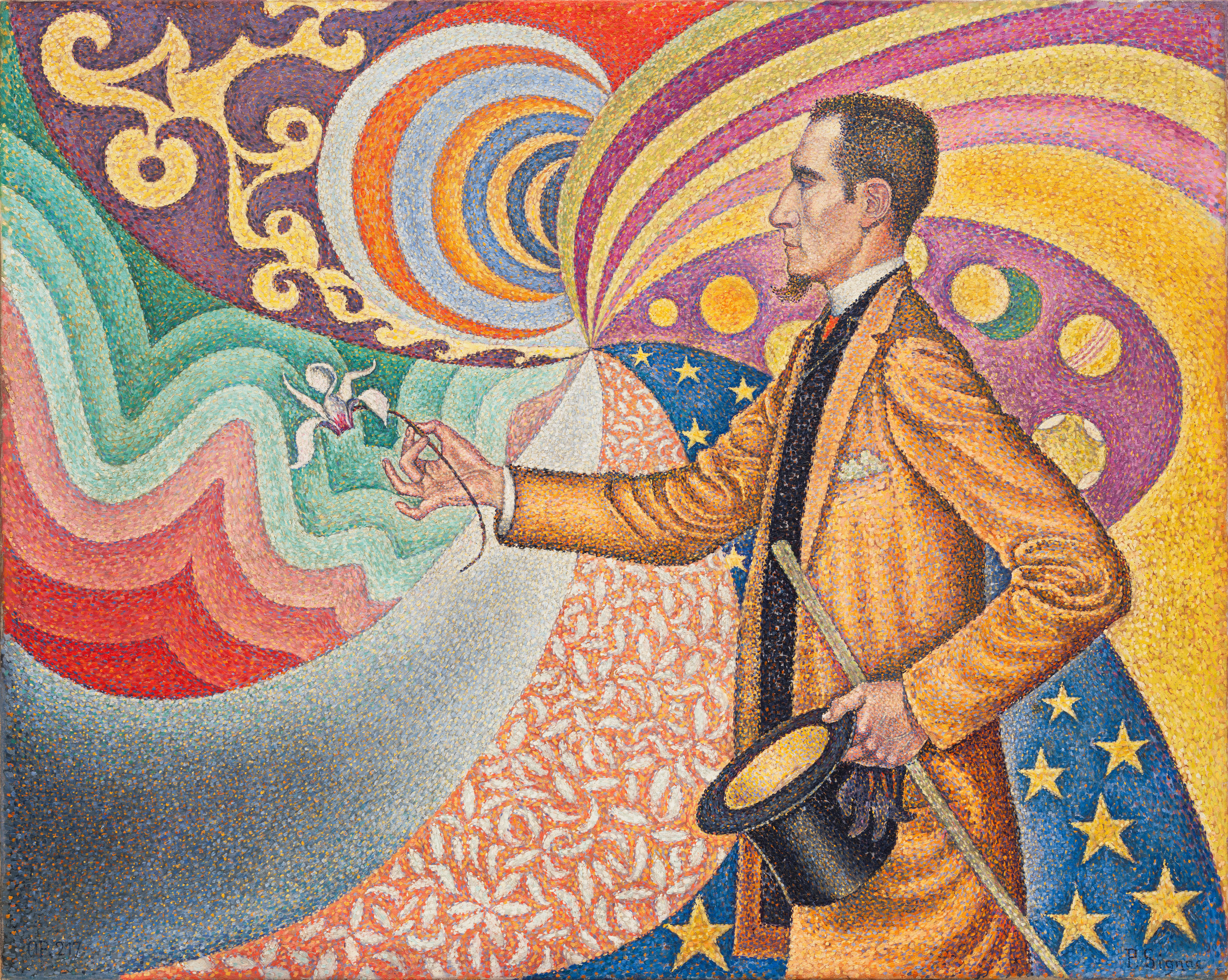
پرترهٔ فیلیکس فنئون اثر پُل سینیَک، ۱۸۹۰، موزه هنر مدرن نیویورک

فنئون به مدت ۱۳ سال در وزارت جنگ مشغول به کار بود، اما هم‌زمان در فعالیت‌های آنارشیستی نیز مشارکت گسترده داشت. در مارس ۱۸۹۲، پلیس فرانسه از او به عنوان «آنارشیستی فعال» یاد کرد و وی را تحت نظر قرار داد.
در سال ۱۸۹۴ به ظن مشارکت در توطئه‌ای مرتبط با بمب‌گذاری در رستوران فویو ـ که پاتوق سیاست‌مداران بود ـ بازداشت شد. همچنین در ترور رئیس‌جمهور وقت، سادی کارنو، توسط یک آنارشیست ایتالیایی مظنون شناخته شد. او به همراه ۲۹ نفر دیگر در دادگاهی که به محاکمهٔ سی تن معروف شد، محاکمه شد، ولی در نهایت تبرئه گردید. با این حال، حضور او در دادگاه که معمولاً فردی پشت‌پرده بود، به شهرت او افزود. بنا بر گزارش جولیان بارنز، زمانی که قاضی دادگاه از او پرسید آیا با یک آنارشیست پشت چراغ گاز صحبت کرده است، فنئون پاسخ داد: «می‌فرمایید پشت چراغ گاز کجاست، آقای رئیس؟»

## فعالیت حرفه‌ای
پس از این محاکمه، فنئون از انظار عمومی کناره‌گیری کرد. در سال ۱۸۹۰، پل سینیَک از او خواست اجازه دهد پرتره‌اش را نقاشی کند. فنئون ابتدا چندین بار رد کرد، اما نهایتاً با شرط ترسیم چهره‌ای تمام‌رخ موافقت کرد. سینیَک این شرط را نپذیرفت و تصویری نیم‌رخ از فنئون، با ریش نوک‌تیز شاخص‌اش، نقاشی کرد؛ اثری که به نمادی مشهور در جنبش آنارشیستی بدل شد. اگرچه فنئون از این نقاشی خوشش نمی‌آمد، آن را تا زمان مرگ سینیَک بر دیوار خانه‌اش نگه داشت.
از میان نوشته‌های او، فقط «رمان‌هایی در سه خط» در زمان حیاتش به چاپ رسید که ابتدا به‌صورت یادداشت‌های کوتاه در روزنامهٔ لو ماتن در سال ۱۹۰۶ منتشر شد. باقی آثارش محدود به رساله‌ای ۴۳ صفحه‌ای به‌نام امپرسیونیست‌ها در سال ۱۸۸۶ بود. فنئون که به سکوت گرایش داشت، در پاسخ به پیشنهاد چاپ این یادداشت‌ها به‌صورت کتاب، گفته بود: «آرزویی جز سکوت ندارم.»

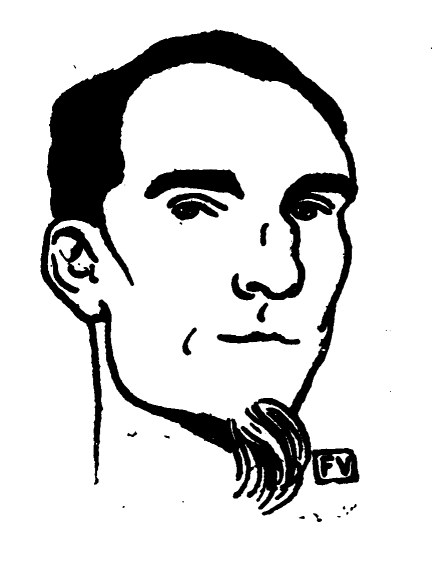
فیلیکس فنئون اثر فلیکس والوتون، ۱۸۹۸

پس از اخراج از وزارت جنگ، وکیل‌اش تادئه ناتانسون او را به کار در نشریهٔ لا روو بلانش دعوت کرد؛ جایی که فنئون تا سال ۱۹۰۳ در آن مشغول بود و در همین دوران، از سورا و سینیَک حمایت کرد و نخستین نمایشگاه مرور آثار سورا را در سال ۱۹۰۰ برگزار نمود.
در ادامه، او به عنوان مدیر نگارخانه برنهایم-ژن فعالیت کرد و تا سال ۱۹۲۵ در این جایگاه باقی ماند. پیش از بازنشستگی، به دوستی گفته بود که «آمادهٔ بیکاری است» و در ۶۳ سالگی از کار کناره گرفت.

## آثار
- امپرسیونیست‌ها در ۱۸۸۶
- آثار؛ با مقدمه‌ای از ژان پلان، انتشارات گالیمار، ۱۹۴۸
- آثاری بیش از کامل، ۱۹۷۰
- رمان‌هایی در سه خط (فرانسوی: Nouvelles en trois lignes)، ترجمهٔ لوسی سانت، ۲۰۰۷
- نامه‌نگاری فنی و فیلیکس فنئون با ماکسیمیلیان لوس، ۲۰۰۱
- ضمیمه‌ای کوچک بر آثار بیش از کامل، در دو جلد
- محاکمهٔ سی تن، ۲۰۰۴
- نامه‌نگاری استفان مالارمه و فیلیکس فنئون، به کوشش موریس امبر، ۲۰۰۷